# 米歇尔·皮科利
雅克·丹尼爾·米歇爾·皮科利（法文：Jacques Daniel Michel Piccoli，1925年12月27日—2020年5月12日）是法國影壇傳奇人物，橫跨七十年的藝術生涯中，他以多變的角色塑造能力被譽為「法國性格演員的典範」，曾榮獲坎城影展最佳男演員獎與柏林影展最佳男演員銀熊獎殊榮。

## 藝術生涯
出生於巴黎音樂世家，母親為法國鋼琴家，父親是來自提契諾州的瑞士小提琴家。
皮科利參與超過170部電影創作，戲路涵蓋誘惑者、警探、黑幫乃至教宗等多元角色。他與路易斯·布紐爾合作六部經典，包括《青樓怨婦》（1967）與《資產階級的審慎魅力》（1972）；在尚盧·高達的《輕蔑》（1963）中飾演碧姬·芭杜的丈夫；並於亞佛烈德·希區考克的《黃寶石》（1969）詮釋主要反派。
重要合作還包括與克勞德·梭特多次搭檔，常和羅密·施奈德同台演出；- 和導演馬可·費雷里長期合作，代表作《迪林格之死》《極樂大餐》，以及1973年主演西班牙導演路易斯·加西亞·貝蘭加的爭議作品《真人尺寸》，該片因佛朗哥政權審查延至1978年才在西班牙上映
1990年代起執導三部電影，晚年重要演出為南尼·莫瑞提《教宗誕生》（2011）中抑鬱的新任教宗，為此獲得大衛獎最佳男主角。

## 主要獎項
- 坎城影展

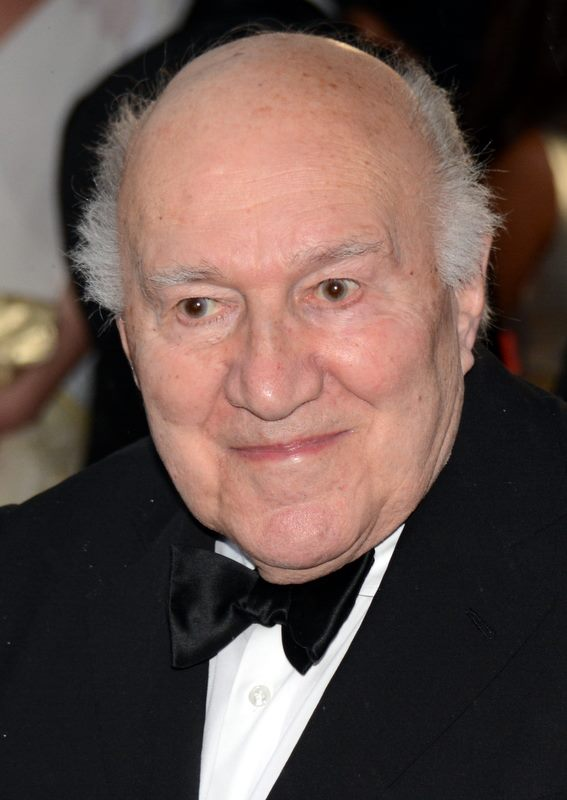
2013年的皮科利

  - 1980：坎城影展最佳男演員獎《黑夜中的躍進》[6]
- 柏林影展
  - 1982：最佳男演員銀熊獎《奇怪的事件》[7]
- 盧卡諾影展
  - 2007：最佳男演員獎《巴黎屋頂》
  - 2007：卓越成就獎
- 凱薩獎（4次提名）
- 上海國際電影節
  - 1997：金爵獎最佳男演員《旅伴》
- 歐洲電影獎
  - 2011：終身成就獎

## 外部連結
- 米歇尔·皮科利在互联网电影资料库（IMDb）上的資料（英文）